# Bizarre (periodico)
Bizarre è stata una rivista britannica pubblicata dal 1997 al 2015.

## Storia
Il periodico trattava di argomenti "alternativi" attraverso interviste a personaggi della controcultura e articoli sull'occulto, la cultura LGBT e le droghe, il fetish e altre sottoculture. Ha anche esaminato il lavoro di registi, musicisti, autori e artisti visivi d'avanguardia e di coloro che hanno un seguito di culto. Gli articoli riguardavano notizie insolite da tutto il mondo; sviluppo e impatto della legislazione in materia di censura, libertà civili, reati sessuali e, occasionalmente, episodi di violazioni dei diritti umani.
Bizarre ha esaminato l'Operation Spanner del 1987 della polizia di Manchester (indagine su casi di sadomasochismo omosessuale), il Regulation of Investigatory Powers Act 2000, la legislazione britannica che vieta la "pornografia estrema" e il Terrorism Act 2000. Dopo l'omicidio di Sophie Lancaster nel 2007, Bizarre ha condotto una campagna per la consapevolezza del fanatismo contro le persone che esibiscono una qualche forma di devianza culturale. Come altri periodici per uomini, Bizarre aveva in copertina modelle semi-nude e recensioni di strani gadget, film, musica e siti web.
Bizarre  ha annunciato la fine delle pubblicazioni all'inizio del 2015 e il numero di gennaio, pubblicato il 20 gennaio, è stato l'ultimo.